# Hoàng thảo xoắn
Hoàng thảo xoắn (danh pháp hai phần: Dendrobium tortile) là một loài lan trong chi Lan hoàng thảo.
Cây phân bố từ Nam Á đến Đông Nam Á. Tại Việt Nam, cây có mặt ở các khu vực từ Lào Cai đến Đà Lạt.